# Mike Anchondo
Mike Anchondo (* 15. April 1982 in Los Angeles, Kalifornien als Michael Alfred Anchondo) ist ein ehemaliger US-amerikanischer Boxer und Weltmeister der World Boxing Organization (WBO) im Superfedergewicht. 

## Boxkarriere
Sein größter Erfolg als Amateur war der Gewinn einer Bronzemedaille im Federgewicht bei den US-Juniorenmeisterschaften 1999.
Er bestritt im Mai 2000 sein Profidebüt und gewann 24 Kämpfe in Folge, darunter im Dezember 2003 gegen Gregorio Vargas. Er konnte daraufhin am 15. Juli 2004 im American Airlines Center von Dallas um den vakanten WBO-Weltmeistertitel im Superfedergewicht boxen und siegte einstimmig nach Punkten gegen den Argentinier Pablo Chacón.
Er verlor den Gürtel in der ersten Verteidigung am 8. April 2005 im Miccosukee Resort von Miami durch eine TKO-Niederlage in der vierten Runde an den Argentinier Jorge Barrios.
Bis zu seinem Karriereende im September 2010 bestritt er noch sieben Kämpfe mit fünf Siegen.

## Sonstiges
2015 fand er Aufnahme in die California Boxing Hall of Fame.